# Cosmisoma reticulatum
Cosmisoma reticulatum là một loài bọ cánh cứng trong họ Cerambycidae.